# PAW Patrol - Il super film
PAW Patrol - Il super film (PAW Patrol: The Mighty Movie) è un film d'animazione canadese diretto da Cal Brunker, basato sulla serie animata PAW Patrol creata da Keith Chapman; è il sequel di PAW Patrol - Il film. È uscito nelle sale cinematografiche in Italia il 28 settembre e in Nord America e Canada il 29 settembre 2023.

## Trama
Un meteorite giunge sulla terra fino ad Adventure City. I cuccioli della PAW Patrol, ottengono magicamente dei super poteri, ma devono proteggere i cristalli se vogliono farsi supportare dai cittadini, dagli altri cani e dai gatti per riuscire a sconfiggere il terribile Humdinger e la sua infida scagnozza, una scienziata-strega di nome Victoria Vee Vance. Soltanto Skye il membro femminile più piccolo della squadra dovrà realizzare il sogno dei suoi super poteri.